# Бокас-дель-Торо (місто)
Бокас-дель-Торо (ісп. Bocas del Toro, англ. Bocas Town) - місто в Панамі, столиця провінції Бокас-дель Торо.

## Географія
Місто Бокас-дель-Торо розташоване на північному заході Панами, у південній частині острова Колон архіпелагу Бокас-дель-Торо . Він є головним містом однойменного округу і однойменної провінції (Бокас-дель-Торо). У західній частині міста знаходиться міжнародний аеропорт Bocas del Toro «Isla Colón» International Airport, звідки здійснюються регулярні рейси як до столиці Панами та сусідньої Коста-Рики, так і на прилеглі до Колона острови архіпелагу. Сам же Бокас-Таун є великим туристичним центром з численними готелями, ресторанами та іншими розважальними центрами.

### Клімат
Місто знаходиться у зоні, котра характеризується вологим тропічним кліматом. Найтепліший місяць — вересень із середньою температурою 27.3 °C (81.1 °F). Найхолодніший місяць — січень, із середньою температурою 25.6 °С (78.1 °F).
| Клімат Бокас-дель-Торо  | Клімат Бокас-дель-Торо | Клімат Бокас-дель-Торо | Клімат Бокас-дель-Торо | Клімат Бокас-дель-Торо | Клімат Бокас-дель-Торо | Клімат Бокас-дель-Торо | Клімат Бокас-дель-Торо | Клімат Бокас-дель-Торо | Клімат Бокас-дель-Торо | Клімат Бокас-дель-Торо | Клімат Бокас-дель-Торо | Клімат Бокас-дель-Торо | Клімат Бокас-дель-Торо |
| Показник                | Січ.                   | Лют.                   | Бер.                   | Квіт.                  | Трав.                  | Черв.                  | Лип.                   | Серп.                  | Вер.                   | Жовт.                  | Лист.                  | Груд.                  | Рік                    |
| Абсолютний максимум, °C | 36                     | 33                     | 32                     | 36                     | 31                     | 31                     | 32                     | 32                     | 30                     | 36                     | 30                     | 32                     | 36                     |
| Середня температура, °C | 25,6                   | 25,8                   | 26,1                   | 26,6                   | 27,2                   | 27,2                   | 26,6                   | 27                     | 27,3                   | 27,1                   | 26,5                   | 25,8                   | 26,6                   |
| Абсолютний мінімум, °C  | 22                     | 20                     | 22                     | 28                     | 22                     | 22                     | 22                     | 22                     | 22                     | 18                     | 20                     | 22                     | 18                     |
| Днів з опадами          | 30                     | 26                     | 26                     | 28                     | 27                     | 26                     | 28                     | 27                     | 27                     | 29                     | 29                     | 29                     | 332                    |
| Днів з дощем            | 30                     | 26                     | 26                     | 28                     | 27                     | 27                     | 28                     | 27                     | 28                     | 29                     | 29                     | 29                     | 334                    |
| Вологість повітря, %    | 80.9                   | 80.4                   | 79.6                   | 81.1                   | 82.3                   | 82.9                   | 83.7                   | 83.8                   | 82.7                   | 82.8                   | 84.2                   | 83.3                   | 82.3                   |
| ----------------------- | ---------------------- | ---------------------- | ---------------------- | ---------------------- | ---------------------- | ---------------------- | ---------------------- | ---------------------- | ---------------------- | ---------------------- | ---------------------- | ---------------------- | ---------------------- |
| Джерело: Weatherbase    |                        |                        |                        |                        |                        |                        |                        |                        |                        |                        |                        |                        |                        |

## Транспорт
Зв'язок з сусідніми островами з міста Бокас-дель-Торо здійснюється переважно на човнах та водних таксі. У самому ж місті і на острові Колон є розвинене автобусне сполучення, за допомогою поромів і автобусів можна досягти міст панамського узбережжя і кордону з Коста-Рикою.